# Клондайкська золота лихоманка
Клонда́йкська золота́ лихома́нка (англ. Klondike Gold Rush; також Юконська золота лихоманка, Аляскинська золота лихоманка) — міграція шукачів золота на Клондайку в Юконі у 1896-1899-х роках. 16 серпня 1896 року були відкриті багаті родовища золота в руслах кількох приток річки Клондайк.

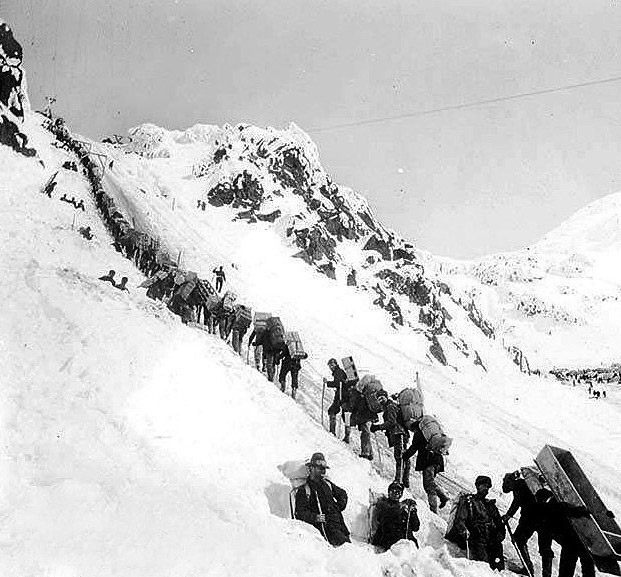
Старателі на підйомі до Чилкутського перевалу

Коли через рік новина дійшла до Сіетла та Сан-Франциско, вона спричинила небачену раніше «золоту лихоманку», що змусила понад 100 тис. людей піти на пошуки. Проте шлях до золота виявився занадто важким: лише 30-40 тисяч змогли дістатися до селища Доусон-Сіті на злитті річок Юкон і Клондайк. Більшість золотошукачів незабаром повернулися з порожніми руками. Лише близько 4 тисяч змогли знайти золото, із них лише сотня дійсно розбагатіли. Наплив старателів до Клондайку закінчився влітку 1899 року, коли золото відкрили поблизу селища Ном (Аляска) на березі Берингової протоки.
Головний наслідок золотої лихоманки на Клондайку — поштовх до освоєння Північно-західних територій Канади і Аляски.

## До золотої лихоманки
Автохтонне населення Північно-західної Америки, ще задовго до приходу європейців, добувало в цьому районі мідь. Золоті самородки індіанцями не цінувалися, оскільки метал цей м'який і для домашнього господарства малопридатний. Російська імперія та Компанія Гудзонової затоки досліджували цей район ще на початку 19-го століття, але їхньою головною метою була торгівля хутром, яка не вимагала важкої праці на рудниках і майже відразу давала прибуток. Навіть перші старателі, щоб вижити, поєднували пошуки золота з торгівлею хутром.
У другій половині 19-століття американські шукачі золота дісталися до Аляски. Їм вдалося домовитися з місцевими племенами тлінкітів та тагішів щодо проходу через Чилкутський перевал і перевал Вайт, оскільки індіанці охороняли ці перевали від чужинців. У 70-80-х роках перші старателі дісталися до верхів'я Юкону й річки Клондайк На той час там мешкало плем'я ген, яке займалося лише полюванням і рибальством, і нічого не знало про золото на їхніх землях.
1883 року Ед Шіффелін знайшов розсипи золота вздовж річки Юкон. 1886 року пошукова експедиція виявила значні родовища золота вздовж річки Форті-Майл. На місці впадання річки Форті-Майл в Юкон виникло однойменне селище Форті-Майл. Одночасно золото було знайдене в районі річки Клондайк, але його було замало, щоб застовпити ділянки. Наприкінці 1880-х на Юконі було кількасот старателів, які добували незначну кількість золота і водночас торгували з індіанцями ген.
На Алясці найбільшим поселенням було Серкл Сіті, засноване 1893 року. За три роки воно зросло до 700 жителів, мало магазин, оперу, школу, бібліотеки. Сюди старателі звозили намите золото й купували необхідні речі. Наприкінці 1896 року, із відкриттям золота на Клондайку, містечко практично спорожніло, залишилося лише кілька жителів.

## Відкриття золотої жили

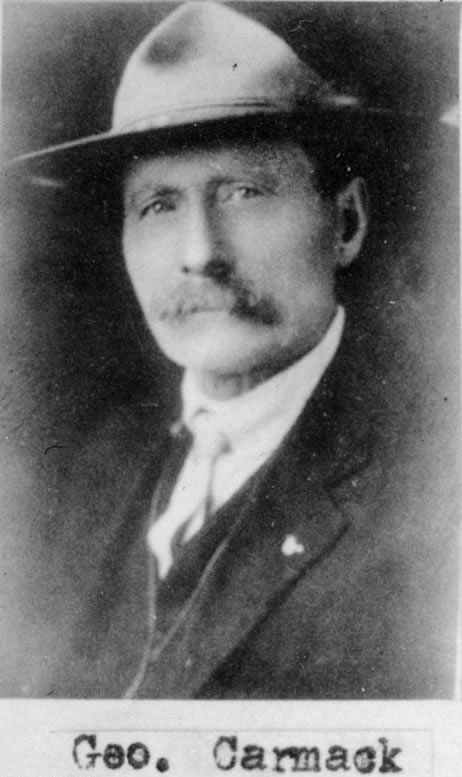
Джордж Кармак — лідер групи, яка відкрила Клондайкську золоту жилу

У серпні 1896 року група людей на чолі з Джимом Мейсоном Скукумом, представником місцевого племені, та Джорджом Кармаком, який в основному займався риболовлею і сплавлянням лісу до містечка Форті-Майл, подорожуючи вниз за течією Клондайка, вирішила спробувати свого щастя в старательстві на безіменній притоці річки Раббіт. 16 серпня 1896 року група Кармака провела перший намив, який залишив на дні 12,5 грамів золота — на 4 долари в тодішніх цінах (намив золота на 10 центів на Юконі у той час вважався хорошим результатом). Дуже швидко вони наповнили золотим піском і самородками порожню сумку з-під набоїв, яка слугувала їм доказом їхньої розповіді про відкриття нової золотої жили. Як першовідкривач, Джордж Скукум мав право застовпити собі дві ділянки. По одній ділянці отримали і двоє членів його групи. Кожна ділянка, за тодішніми законами, простягалася на 500 футів (150 м) за руслом річки і завширшки — до найближчих гір. Ширина ділянки не мала великого значення, оскільки золото залягало завжди безпосередньо в руслах. Річку Раббіт перейменували в Бонанза, а її безіменну притоку назвали «Ельдорадо».
Після того як Кармак та члени його групи зареєстрували ділянки в місті Форті-Майл, куди вони вирушили відразу після відкриття жили, жителі навколишніх населених пунктів почали дізнаватися про відкриття групи Кармака. Старателі зі стажем із скептицизмом сприйняли цю звістку, оскільки вже бачили десятки подібних «відкриттів на одну заявку», крім того, реєстрація ділянки в районі Клондайку коштувала вп'ятеро дорожче, ніж на території американської Аляски, що знаходиться всього за кілька миль на захід від Форті-Майл. Та й ділянки на канадській території дозволялися значно меншого розміру. Незважаючи на це, чимала кількість людей вирушили на Клондайк у пошуках золота, а невдовзі після успіхів перших старателів почалась Клондайкська золота лихоманка, яка привабила десятки тисяч людей у цей регіон.

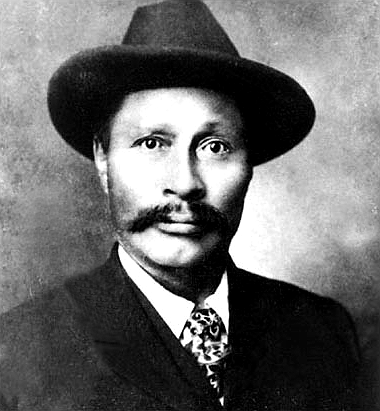
Джим Скукум — один з першовідкривачів

Новина дуже швидко поширилася і серед інших таборів старателів. До кінця серпня всі ділянки на Бонанзі були вже розібрані й зареєстровані. Наступними розійшлися ділянки на річці Ельдорадо. Згодом виявилося, що родовища на Ельдорадо навіть багатші, ніж на Бонанзі. Багато старателів почали перепродувати свої ділянки за великі гроші. Наприкінці січня 1897 року новина про золото дісталася до містечка Серкл-Сіті. Попри складні погодні умови, багато шукачів відразу вирушили на собачих упряжках вгору вздовж Юкону, щоб застовпити найкращі ділянки. За одну добу дерев'яні зруби в Серкл-Сіті, що коштували 500 доларів, практично знецінилися, зате собачі упряжки підскочили в ціні в десятки разів. Коли перші старателі дісталися із Серкл-Сіті до Клондайку, то всі більш-менш перспективні ділянки були вже розібрані і більшість авантюристів, що прибули пізніше, всю зиму розробляли порожню породу, але про це вони дізналися лише на початку літа, коли почали промивати цю саму породу.
Зовнішній цивілізований світ ще нічого не знав про новознайдене родовище. Канадські службовці надіслали повідомлення своєму начальству в Оттаву про нове родовище та про наплив старателів, але ніхто на це не звернув уваги. Замерзлі річки на цілу зиму і весну зупинили пароплави, і лише в липні 1897 року перше судно залишило Юкон, везучи в Америку нове золото й казкові історії про Клондайк. Новина, діставшись до центральних регіонів Канади і Америки, уже давно застаріла — на Клондайку не залишалося вільного місця для нових старателів, але це не зупинило наплив нових робочих на Північ.

## Початок золотої лихоманки

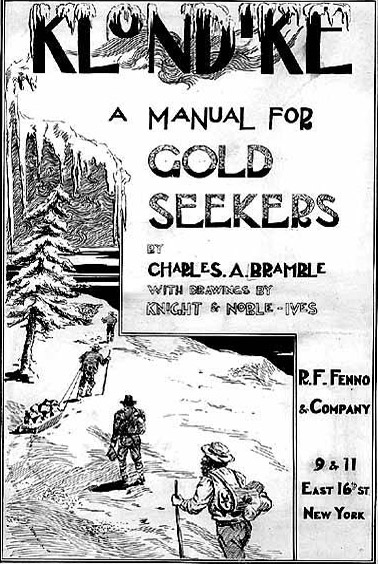
Обкладинки посібника для старателів, 1897

Відкриття золотих покладів на Юконі трапилося у момент, коли відчувалася гостра нестача запасів золота у всіх розвинутих країнах світу. Тогочасний золотий стандарт прив'язував паперові гроші до наявних золотих запасів. Різке скорочення золотодобування наприкінці 19 століття спричинило пришвидшене зростання ціни золота у порівнянні з паперовими грошима, що сприяло вилученню його з обігу. Це викликало паніку 1893 й 1896 років. На фоні економічної депресії ширилися безробіття і фінансова невпевненість.
15 липня 1897 з Аляски прибув перший пароплав до Сан-Франциско, а через два дні інший пароплав прибув до Сіетла. Прибуття нового золота в Сан-Франциско спочатку не викликало великого ажіотажу, оскільки газети там були зайняті описом жахів бубонної чуми, що була завезена напередодні з Калькутти. Справжню лихоманку першими почали роздмухувати газетярі Сіетла. У суботньому випуску газети «Seattle Post-Intelligencer» (17 липня 1897) титульну сторінку займайла стаття під назвою «Золото! Золото! Золото! Золото!», де стверджувалося, що 68 новоспечених багатіїв привезли на двох суднах золота на 1 139 тис. доларів США (на 2010 рік це відповідало майже одному мільярду доларів), але пізніше стверджувалося, що це ще занижена вартість. Звістка про золоті копальні на Клондайку сколихнула все населення Північної Америки. Майже мільйон людей виявили намір поїхати на північ за золотом, але в дорогу змогли вирушити близько 100 тисяч. Більшість повернулися з півдороги назад — до Клондайку дісталося близько 30-40 тисяч шукачів.
Прибережні порти на Північному-заході Америки відчайдушно потребували оживлення торгівлі у цьому регіоні. Газети наповнилися статтями про нові золоті копальні, романтичними описами пригод старателів. Особливо постарався в рекламі Клондайку Ерастус Брейнерд — тогочасний секретар Бюро інформації Торгової палати Сіетла. Він прагнув проголосити Сіетл центром відправлення старателів на Клондайк, базою забезпечення їх усім необхідним.
Національний склад шукачів був різноманітним, хоча 60-80 % все ж становили жителі Америки й недавні емігранти, які найбільш страждали від економічної депресії. Значна частина шукачів не мала жодного гірничого досвіду й була колишніми клерками, продавцями, фермерами, що розорилися. У самому Сіетлі заради Клондайку залишили свої місця мер міста, дванадцять поліцейських і багато водіїв трамваїв. Серед шукачів золота були й відомі, успішні люди — колишній губернатор Вашингтону Джон Макгров (англ. John McGraw), адвокати, фотографи й репортери відомих газет.
Сіетл і Сан-Франциско конкурували між собою за бізнес, пов'язаний з відправленням і постачанням експедицій на Юкон. Ринок швидко наповнився товарами з назвою «Клондайкський», які ніби-то спеціально були призначені для далекої Аляски: одяг, сухі продукти, інструменти, ліки, сигари, ковдри, пічки отримували популярну приставку і продавалися за вищою ціною. Пропонувалися навіть спеціальні велосипеди для снігу, вітрильні санчата, «снігові поїзди», годинникові тарелі для промивання золота. Навіть Нікола Тесла почав рекламувати майбутній рентгенівський апарат для знаходження золота. Для шукачів публікувалися брошури з порадами щодо маршрутів на Клондайк, реманенту, одягу, поведінки, гірничої справи. Одна з таких брошур — Клондайк: Посібник для шукачів золота — містила понад 300 сторінок порад.
Слід відмітити, що окремі публікації застерігали непідготовлених старателів від погоні за золотом на Юконі. Так, професор Спурр у виданні «"The Chicago record book for gold seekers» (420 с, 1897, Чікаго) прямо казав: «Моя загальна порада для пересічного чоловіка, що збирається за золотом на Юкон, — облиш це.».

## Шлях на Клондайк

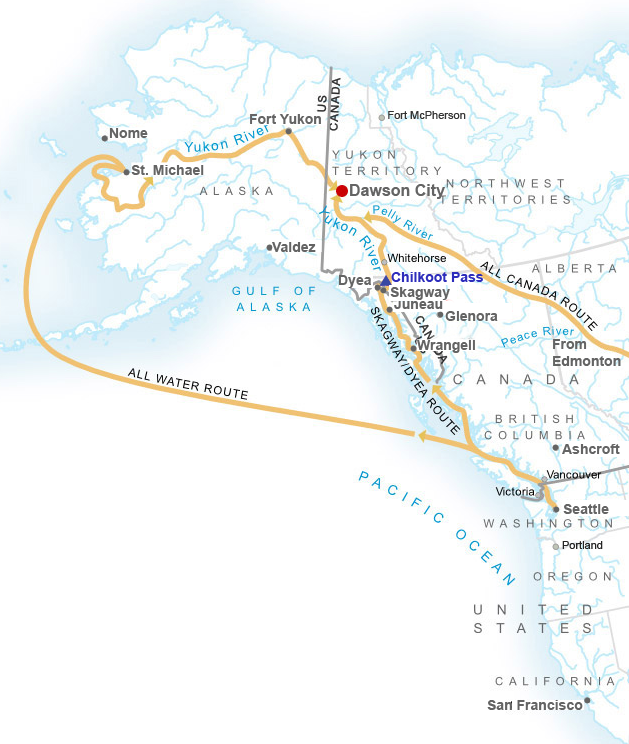
Маршрути на Клондайк (червона мітка). Детальніше в додатку

До Клондайку можна було дістатися від Берингового моря вгору по течії Юкону, вниз по Юкону від його початку або по бічних притоках. Навігація по Юкону можлива влітку між червнем і листопадом від його дельти аж до міста Вайтгорс вище від Клондайку. Загалом подорож, зважаючи на географію регіону й кліматичні умови, була дуже непростою. Гори були складні для переходів, звивисті річки в багатьох місцях непрохідні для човнів, коротке літо досить спекотне, а взимку температура опускалася до -50 °C..
У лютому 1898 року канадський уряд запровадив закон, який дозволяв входити на територію Юкону лише шукачам, що мали річний запас продуктів. Загалом всі продукти важили близько 520 кг. Разом із реманентом вага поклажі становила 900 кг (американська тонна). Звичайно, що ціни на собак і коней нечувано зросли. Навіть слабенький кінь, який у Каліфорнії вартував не більше 50 доларів, в Даї коштував до 700 доларів (19 000 доларів на ціни 2000 року)..

### Морський шлях

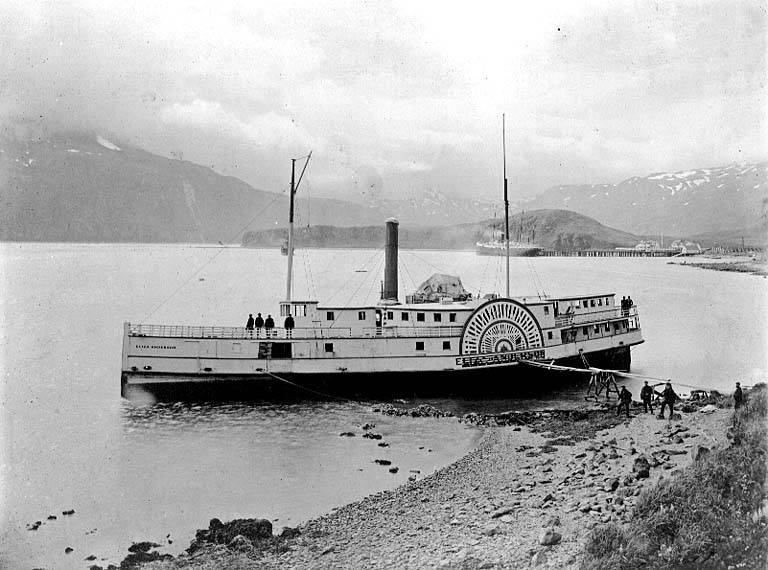
Пароплав Eliza Anderson на Алясці

Від Сіетла або Сан-Франциско шукачі могли дістатися до Доусон-Сіті морем. До форту Сент-Майкл (колишня російська колонія на Алясці) потрібно було проплисти 4000 км морем і далі по річці Юкон ще 2700 км. Цей шлях називали «дорогою багатіїв», оскільки квитки на судна були недешеві для пересічного американця — початкова ціна становила 150 доларів, а ближче до зими — вже до 1000 доларів. Попитом користувалися риболовецькі катери, старі пароплави з гребними колесами, вугільні баржі. Усі кораблі перевантажувались понад міру, тому декілька з них по дорозі до Аляски затонули. Пароплав Clara Nevada, попри заборону перевозити одночасно і динаміт, і людей, вийшов у плавання і вибухнув поблизу порту Скагвей. Під час вибуху загинули всі 65 пасажирів, врятувався лише один пес. У хід пішов і сорокарічний пароплав Eliza Anderson, який вже багато років стояв на «мертвому якорі» і слугував як гральний салон. Він був настільки старий, що його паровий двигун не мав конденсатора, не було електричного генератора, котел не тримав тиску, навіть компасу не було. Однак на нього було продано вдвічі більше квитків, ніж там було місця.
І цей корабель ще вів за собою караван із інших таких малопридатних до плавання суден, включаючи легку прогулянкову яхту на буксирі. Під час подорожі пасажири не раз прощалися з життям і писали прощальні листи родичам, вимагали повернути судно назад, і лише із-за впертості капітана продовжували подорож. Eliza Anderson до форту Сент-Майкле не дійшла 1200 км — розбилася об причал на проміжній зупинці. Частина пасажирів, що ще прагнула дістатися до Клондайку, пересіла на інше судно, а у форті Сент-Майкл — знову на інше. Але час було втрачено і останнє судно не встигло доплисти до Доусон-Сіті до зими. Коли через 10,5 місяців після відплиття з Сіетла залишки пасажирів дісталися Доусон-Сіті, то більшість відразу купили зворотній квиток. Із тих, хто з цієї експедиції залишилися, до осені 1898 дожили лише троє. Решта померли від цинги, шигельозу (тоді називали дизентерією), скоїли самогубство. І лише двоє змогли знайти золота на кілька тисяч доларів.
Загалом морським шляхом до Клондайку вирушило 1800 людей, але всі, хто не встиг відплисти до 1 серпня, були захоплені згодом у льодовий полон на Юконі й змушені були зимувати в жахливих умовах.. Лише 43 шукачі встигли дістатися до Клондайку до настання зими 1897/98 років. З них 35 змушені були повертатися назад, оскільки більшість своїх запасів їжі та реманенту вони покинули по дорозі, поспішаючи до Клондайку.

### Сухопутні шляхи

#### Південно-Східний шлях
Більшість золотошукачів вдавалися до подорожі кораблем до портових міст Скагвей або Даї, які розташовані над каналом Лінн на західному узбережжі Аляски, потім — пішки 53 км по Чилкутському шляху, долали Береговий хребет та прямували або Чилкутським перевалом, або перевалом Вайт до озер Беннет або Ліндман, які знаходилися вже в провінції Британська Колумбія. Далі — на човнах і плотах до самого Клондайку. Уздовж усього Юкону, від озера Беннет до Доусон-Сіті, береги річки були всіяні наметами шукачів, які зупинялися на перепочинок і ремонт.

#### Канадський шлях

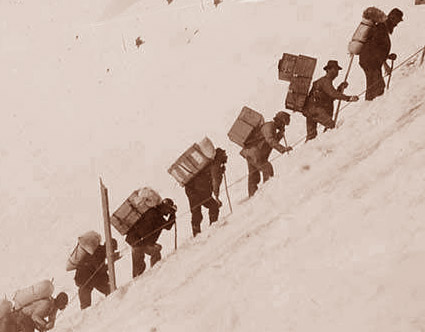
Старателі на перевалі Чилкут, 1898

Альтернативним до Південно-Східного маршруту був Канадський шлях, який більшою частиною проходив канадською територією. Канадці обирали його для того, щоб не проходити американську митницю. Перша частина шляху (1600 км) починалася в селищі Ешкрофт, і проходила через болота, річкові каньйони і гори аж до селища Ґленора. Принаймні 1500 шукачів пройшли, обравши цей маршрут. На шляху вони зустрілися з такими ж труднощами, що й ті, хто добирався до Ґленори від прибережного містечка Врангель.
Три інших маршрути починалися в місті Едмонтон в Альберті. Основний маршрут — «верховий» — йшов на північний захід від Едмонтона до річки Піс, далі горами до Клондайку, перетинаючи річку Лаярд. Інші два маршрути, відомі як «водяні», йшли в основному річками. Один — човном по річках, переходом до річки Пеллі і далі човном до Доусон-Сіті. Інший — по річці Макензі до Форт-Макферсон, далі до Форт-Юкон і 640 км вгору по Юкону до Доусон-Сіті. Приблизно 1660 шукачів вибрали ці три маршрути, з них лише 685 дійшли до кінця. Дехто витратив на весь шлях 18 місяців — на той час Клондайкська золота лихоманка вже почала затихати.

#### Американський шлях
Подібно до канадського маршруту, був ще американський, який починався в порту Валдіз, набагато північніше від Скагвей. Пароплавні компанії рекламували його як кращий маршрут, ніж через Скагвей. Ним пройшли 3500 чоловік та жінок. Ніякого контролю за шукачами не було, тому вони самі вирішували, скільки провізії брати в дорогу. Одні запасалися на три місяці, інші — на трохи більше року. Як виявилося пізніше, навіть найбільш запасливим їжі до кінця подорожі не вистачило.
Перші пароплави до Валдізу прибули восени. Погодні умови під час плавання були настільки нестерпні для тварин, що ще на пароплаві довелося застрелити майже всіх собак, коней, мулів та віслюків. Величезний льодовик між портом і горами робив цей маршрут майже непрохідним. До перевалу потрібно було долати 32 км на висоті 1,6 км. На деяких ділянках лише з допомогою канатів і блоків можна було витягнути нагору вантаж. Холод та хвороби забрали життя багатьох мандрівників.
Інші шукачі пробували старий російський маршрут через льодовик Маласпіна, трохи на схід від Валдізу, проте ті, хто рекламував його як пряму дорогу до золота, нічого не знали про нього. Маршрут виявився ще складнішим, смертельним майже для всіх, хто спробував його подолати. Одна з груп, що налічувала 19 жителів Нью-Йорка, з неймовірними зусиллями зійшла наверх льодовика, але вже не могла здолати шлях до Доусон-Сіті й повернула назад. Після спуску з льодовика живими залишилося лише сім чоловік, троє з них померли у спальних мішках, чекаючи допомоги на березі, із чотирьох, що вижили, двоє осліпли.

## Прикордонний контроль

Старателі з поклажею на межі Чилкутського перевалу, 1898

Із того часу, як США у 1867 році викупили в Росії Аляску, кордони в південно-східній частині регіону були предметом суперечок між США, Канадою й Британією. І Канада, і США претендували на порти Даї і Скагвей. Тисячі американських старателів у цьому регіоні, велика кількість золота, складність державного управління віддаленими і часто ізольованими районами робили прикордонний контроль непростою політичною проблемою.
На початку золотої лихоманки США відрядили невеликий військовий загін до Серкл-Сіті на випадок інтервенції до Клондайку, оскільки Канада розглядала питання виселення всіх американських золотошукачів з території Юкону. Ні виселення, ні інтервенція не відбулися, натомість США погодилися зробити Даї допоміжним портом для прибуття в Канаду, щоб британські судна могли безперешкодно вивантажувати товари й канадських пасажирів. Канада у свою чергу погодилася дозволити американським старателям промишляти на Клондайку. Обидва рішення не були сприйняті ні в США, ні в Канаді. Американські бізнесмени скаржилися, що порушено їх монополію на торгівлю в цьому регіоні, а канадська громадськість вимагала певних заходів проти американських старателів.
Канадська Північно-Західна кінна поліція встановила контрольні пости на кордоні Території Юкону, включаючи перевали Чилкут і Вайт. Поліцейські були озброєні, маючи навіть кулемети Максима.. До їхніх обов'язків входило впровадження закону, що вимагав від усіх, хто входив на територію Юкону, мати річний запас продуктів. Вони також вилучали незаконну зброю, виконували функції прикордонних митників. Останні дії викликали обурення серед американських громадян, які змушені були платити 25 % мита на свої товари. Кінна поліція (хоча насправді в них не було жодного коня) загалом мала добру репутацію, хоча й інколи звинувачувалася у хабарництві.

## Розробка золотих жил

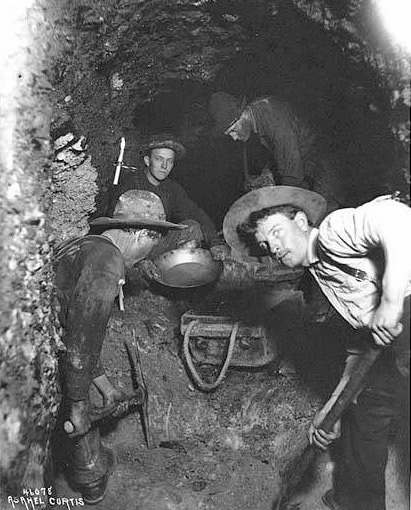
Старателі в шахті, 1898

До Доусон-Сіті під час золотої лихоманки дісталися від 30 до 40 тисяч старателів, із них лише 15-20 тисяч спробували знайти золото. З останніх золото знайшли не більше 4 000 і лише кілька сотень щасливців розбагатіли. Коли перші старателі прибули на Клондайк наприкінці літа 1897, вони дізналися, що найкращі ділянки вже розібрані місцевими з Форті-Майл, Форт-Юкон, Форт-Селкірк і Серкл-Сіті ще до того, як новина про золото дійшла з першим пароплавом до Сан-Франциско. Коли основна маса шукачів влітку 1898 року дісталися до Клондайку, їм вже нічого не залишилося. Річки Бонанза, Ельдорадо, Ганкер і Домініон були розмічені на майже 10 тисяч ділянок і далеко не на всіх із них було золото. Нові шукачі мали йти далі, щоб застовпити щось для себе.
Золото на Клондайку залягало окремими жилами, які були витиснені на поверхню вулканічними процесами мільйони років тому. Ерозійні процеси знесли золото в русла річок у вигляді самородків, піску та золотого пилу. За тисячоліття річки багато разів змінювали свої русла. Старі русла інколи підіймалися в результаті геологічних зміщень. Тому золото можна було знайти і в шарах осадів у долинах теперішніх річок, і на підвищеннях. Відшукати старі русла річок було непростою справою, тому в перший рік старателі розробляли існуючі русла. Наприкінці 1897, коли всі існуючі русла були розібрані, почали розробляти підвищені місця. Золото було розподілене дуже випадково і нерівномірно, що робило майже неможливим прогноз перспективності окремих ділянок. Був лише єдиний надійний метод — пробивати пробні шахти на всю глибину алювію, що часто становила від 4 до 9 м. Вічна мерзлота робила цей процес дуже важким і повільним.

### Процес розробки
Гірничі розробки починалися з очищення поверхні від рослинного шару й сміття. Потім викопувалася шахта. Якщо шахта видавалася перспективною, вона поглиблювалася на всю товщину алювію аж до корінних порід, де золота було найбільше. Пробивання вертикальної шахти ретельно контролювалося, щоб не пропустити можливу золоту жилу і вчасно відкоригувати напрямок пошуків.

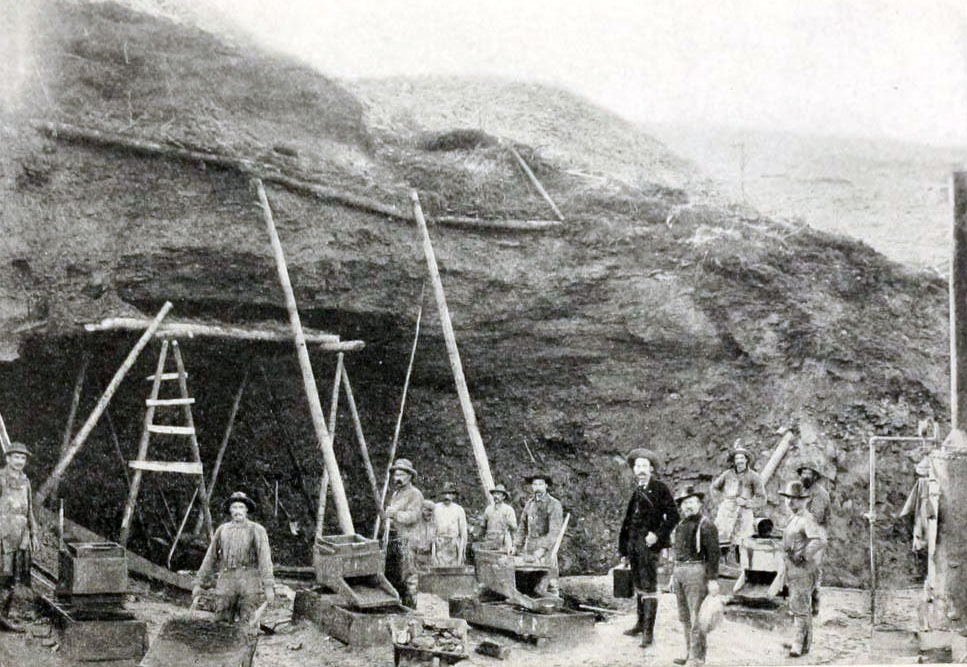
Гірнича розробка з використанням вашгердів, 1899

Клондайк лежить у субарктичній кліматичній зоні, де ґрунти, починаючи з глибини 1,8 м, вічно замерзлі. Тому викопувати шахти починали влітку, коли тане верхній шар і відразу можна промити породу й оцінити перспективність ділянки. Але золота лихоманка не дозволяла затримок. Наприкінці 19-го століття для пробивання мерзлоти використовували розмив водою під тиском і драги, але це потребувало важкої і дорогої промислової техніки, яка не встигала за шукачами на Клондайк. Натомість старателі розігрівали мерзлоту багаттями. За раз можна було відігріти до 36 см ґрунту, який потім витягувався на поверхню і знову розкладалося вогнище. Це повторювалося, доки не були досягнуті материкові породи. Укріплення шахт не проводилося, оскільки вічна мерзлота скріплювала алювіальні породи не гірше цементу. Але все ж інколи траплялися обвали, коли надто сильний вогонь розморожував стінки шахти. Перед спуском у шахту її потрібно було очистити від диму та отруйних газів. Для цього найчастіше використовували спеціальні міхи. Розталий алювій, часто у вигляді болота, витягували нагору, де він взимку відразу замерзав. Видобутий ґрунт чекав до літа, поки можна буде його промити.. Інколи старателі лише через кілька місяців могли оцінити, наскільки вони збагатіли на своїй ділянці. Альтернативний і більш ефективний метод полягав у розмороженні ґрунту парою, але для цього необхідні котел і труби, а в шахті накопичувалося багато конденсату. У перші роки лихоманки цей метод не був поширений.
Улітку видобуті породи промивалися водою в мийних жолобах. Питома вага золота в сім разів більша, ніж гравію, тому легші породи вода змивала з лотка, а на дно осідали золоті самородки і важкий пісок. Промивання могло повторюватися до 20 разів. Породу промивали кілька днів в з'єднаних один з одним лотках. Потім потік води перекривали і досліджували осад на лотках. Цей метод потребував багато води і річки рясніли складними міні-дамбами і дерев'яними жолобами для води. На підвищення воду неможливо було доставити по жолобах, тому старателі виконували «сухе» промивання — ящики з подрібненою породою розхитували і вібрували на спеціальних конструкціях. Це створювало ефект киплячого шару і важке золото осідало на дно.
У кінці зібране золото у вигляді самородків, піску чи пилу обмінювалося на чек в одному з банків в Доусон-Сіті. У самому місті більшість розрахунків здійснювалася золотим піском. Кожен старатель мав з собою невеличку вагу. Курс золота був 16 доларів за унцію.. Старателі дуже пильно слідкували за межами своїх ділянок. Навіть кілька сантиметрів в той чи інший бік могли вартувати сотні доларів. На дуже багатих ділянках протягувалися шнурки, від них до землі опускався висок. Інколи лише таким способом могли визначити, кому належить золотий самородок.

## Реєстрація ділянки
Для проведення гірничих справ потрібні були час і гроші, особливо після того, як ближній ліс був вирубаний і стовбури дерев для спорудження лотків та розведення багаття в шахтах треба було доставляти здалеку. Орієнтовно, старатель витрачав на дрова 1 500 доларів, на спорудження дамби — 1 000 доларів, на водовідвідні лотки — 1 500 доларів, на коробки для промивання породи — 600 (загалом сума сягала 4600 доларів).

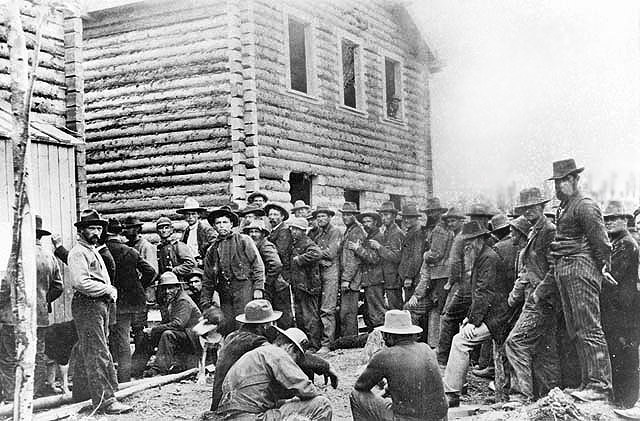
Золотошукачі чекають на реєстрацію своїх заявок на родовища золота

Привабливістю Клондайку було те, що знайдене золото концентрувалося на невеличких ділянках. Деякі річки Клондайку були в 15 разів багатші золотом, ніж колись у Каліфорнії і навіть зараз у Південній Африці. Наприклад, з 29-ї ділянки на річці Ельдорадо лише за два роки було добуто золота на 230 тис. доларів (18 млн. в цінах 2013 року).
За канадськими законами старателі повинні були мати ліцензію на свої пошукові роботи. Її можна було отримати відразу в Доусон-Сіті, або при відправленні з Вікторії — столиці Британської Колумбії в Канаді. Якщо старатель знаходив ділянку, варту розробки, він повинен був зареєструвати її. Для цього ділянка відмічалася кілками і старатель поспішав до Доусон-Сіті, де уповноважений реєстрував її за 15 доларів. Із 1897 року дозволялося реєструвати лише одну ділянку на особу (прізвище), подружні пари, яких було немало, могли реєструвати дві ділянки — на різні прізвища чоловіка і жінки. Перший рік ділянка розроблялася безоплатно, наступні роки за неї потрібно було платити 100 доларів. Уряд Канади збирав роялті з добутого золота — 10-20 %.
За законом ділянку потрібно було зареєструвати протягом 60 днів. Якщо старатель не встигав без поважних причин, інший міг застовпити цю ділянку. Бувало, що на незареєстровану ділянку було відразу кілька претендентів. Тоді між ними проводилися змагання. Розмір ділянки, яку можна було застовпити, постійно був предметом суперечок. Традиційно, заявка могла бути зареєстрована на 150 м (500 футів) довжини річки, включаючи береги до найближчого водорозділу. Канадські представники спробували зменшити ділянку до 46 м, але під тиском старателів пішли на компроміс — 76 м (250 футів). Єдиний виняток робили для першовідкривачів золотоносних річок, де першопроходець отримував дві ділянки. Точно розміряти ділянки було складно, особливо для старателів, кожен з яких намагався захопити собі хоч трішки, але більше. Канадський уряд призначив Вільяма Огілві топографом і після його перевимірів було виявлено багато надлишкових шматків землі, які були виставлені для реєстрації. Деякі з них були дуже багаті на золото.
Після реєстрації ділянки можна було продавати, при цьому ціна на них залежала від перспективності. Багаті старателі могли собі дозволити купувати «неперевірені» ділянки на багатообіцяючих річках по 5 тис. доларів (4 млн в цінах 2000 року). Наприклад, восьма ділянка на Ельдорадо була продана за 350 тис. доларів (280 млн). Менш удачливі, або недостатньо екіпіровані шукачі швидко ставали бідняками. Дехто розпродував своє майно і повертався на південь, інші наймалися робітниками на чужі копанки, або шукали роботу в Доусон-Сіті. Денний заробіток у 15 доларів був дуже високий у порівнянні з американськими стандартами, але низький для Клондайку. Надія знайти нові золотоносні річки постійно підтримувала дух багатьох бідних старателів, які шукали золото навколо Клондайку. За найменшої чутки про нове золото вони кидали свої ділянки і рушали до нових місць в надії застовпити багате місце. Надії ці майже завжди були примарними.

## Кінець золотої лихоманки

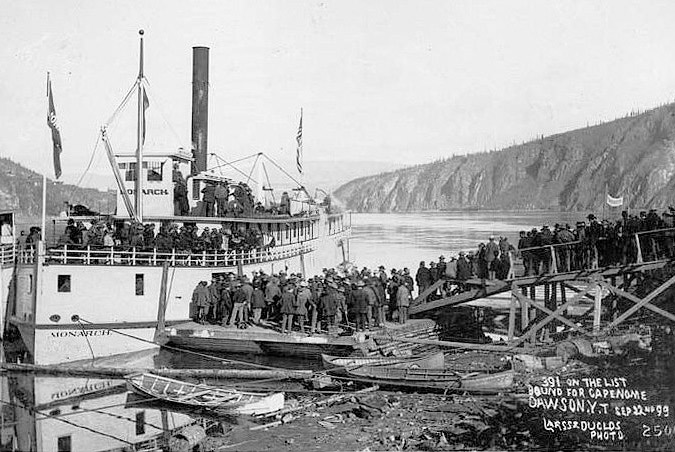
Старателі покидають Доусон-Сіті заради Ному, вересень 1899

У 1899 році вже була прокладена телеграфна лінія між Скагвей і Доусон-Сіті. У 1898 почалося будівництво залізниці через перевал Вайт і до вершини навігації по Юкону. Це була перша вузькоколійна залізниця на Алясці. На той час, коли у 1900 році був забитий останній костиль біля містечка Вайтгорс, золота лихоманка спала і колія виявилася майже закинутою. Попри покращення у зв'язку і транспорті, починаючи з 1898 року золота лихоманка почала згасати. Це почалося влітку 1898 року, коли багато новоприбулих у Доусон-Сіті шукачів були не в змозі ні застовпити придатну ділянку, ні заробити собі на прожиття, тому поверталися додому. Для тих, що залишалися, заробітки значно зменшилися — до 100 доларів на місяць у 1899 році. Газети теж втратили інтерес до Клондайку і навіть почали підсміюватися з золотошукачів. Навесні 1898 року розпочалася іспансько-американська війна і Клондайк зійшов з чільних сторінок газет. Попиту на реманент і спорядження для золотошукачів вже не було і нерозпродані товари виставлялися в Сіетлі за дуже зниженими цінами.
Інша причина занепаду Клондайку полягала в самому Доусон-Сіті, який у 1898 році перетворився з безладного, хоч і багатого, містечка на солідне та консервативне місто з набором цивілізаційних зручностей. Сенатор Джеррі Лінч, відвідавши Доусон-Сіті, порівнював нові покриті дороги і гарно вдягнуту публіку з вулицею Стренд у Лондоні, яка славилася своєю елегантністю. Містечко більше не було привабливим для золотошукачів, які звикли до простішого способу життя.
Останньою подією, що заспокоїла Доусон-Сіті, було відкриття золота в інших місцях Аляски й Канади, що започаткувало інші золоті лихоманки, вже далеко від Клондайку. У серпні 1898 року золото знайшли на озері Алтін біля витоків річки Юкон, а взимку 1898—1899 років ще більше родовище відкрили біля поселення Ном у гирлі Юкону. У 1899 році потік золотошукачів з усього регіону Аляски ринув до Ному. Доусон-Сіті за один тиждень зменшився з 30-тисячного міста до 8-тисячного містечка. Клондайкська золота лихоманка закінчилася.

## Поселення на Клондайку
Великий наплив золотошукачів створив житловий бум вздовж маршрутів до Клондайку. Нові поселення часто були хаотичними скупченнями наметів і дерев'яних зрубів. Більшість з них знелюдніли після золотої лихоманки. Старателі були в основному чоловіками, чимало з яких супроводжували і їх жінки. Деякі самотні жінки працювали у гральних і танцювальних салонах, заохочуючи новоявлених багатіїв витрачати своє золото на розваги.

#### Доусон-Сіті

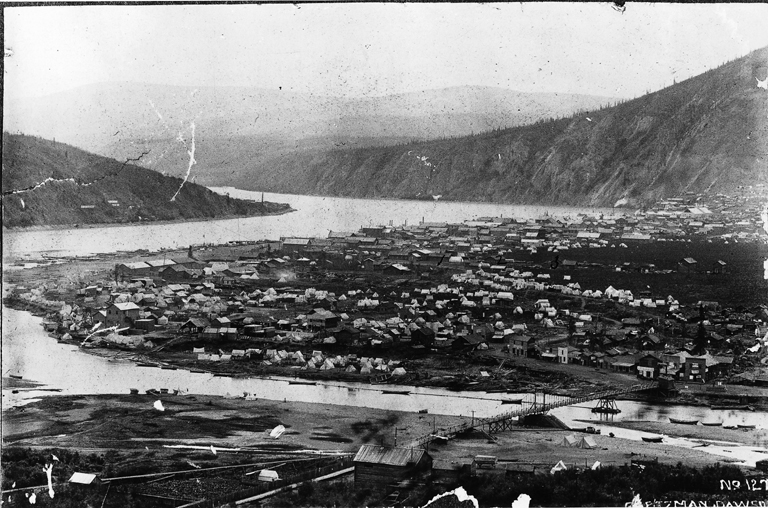
Доусон-Сіті. На передньому плані — річка Клондайк. 1898.

Джозеф Френсіс Ладу (англ. Joseph Francis Ladue) із Нью-Йорка заснував містечко Доусон-Сіті в 1896 і назвав його на честь Джорджа Мерсера Доусона (англ. George Mercer Dawson), канадського геолога, картографа і дослідника району Клондайк у 1887.
Містечко стало значним центром за часи Клондайкської золотої лихоманки. Чим більше золота видобувалося з надр Клондайку, тим більше старателів залишалося в цьому регіоні на тривалий час. Тамтешні містечка, які називали «бумтаунами», швидко перетворювалися на досить великі поселення, які пропонували приїжджим їжу, нічліг і, зрештою, хоча б натяк на цивілізацію. Найбільшим з них був Доусон-Сіті. Поселення на перетині річок Клондайк та Юкон, що до початку лихоманки налічувало лише 500 жителів, через два роки стало містом, яке процвітало і постійно збільшувалось, легендарним місцем, готовим прийняти новоприбулих 24 години на добу. У 1898 в Доусон-Сіті населення стрімко зросло до 40 000 жителів — у місті мало не настав голод. Проте з кінцем золотої лихоманки в 1899 населення містечка зменшилось до 8 000, а в 1902 — до 5 000.

#### Даї і Скагвей
Два порти — Даї і Скагвей, через які проходили основні маршрути старателів, до початку золотої лихоманки були маленькими поселеннями, у кожному з яких було лише по одному дерев'яному зрубу. Оскільки причалів в цих портах не було, вантажі з кораблів виносилися прямо на берег, звідки власники намагалися якнайшвидше прибрати їх подалі від високого припливу. Вантажі розбивалися, розкрадалися і губилися в загальній метушні. Деякі мандрівники спеціально прибували, щоб організувати постачання товарів для майбутніх старателів. Частина самих шукачів, побачивши, наскільки важким буде шлях до Доусона, вирішувала пристати до бізнесу з обслуговування старателів. Уже в перші тижні на болотистому березі Даї і Скагвей з'явилися торговельні ятки, салуни і офіси — частина — в наметах, частина — у нашвидкуруч складених зрубах.

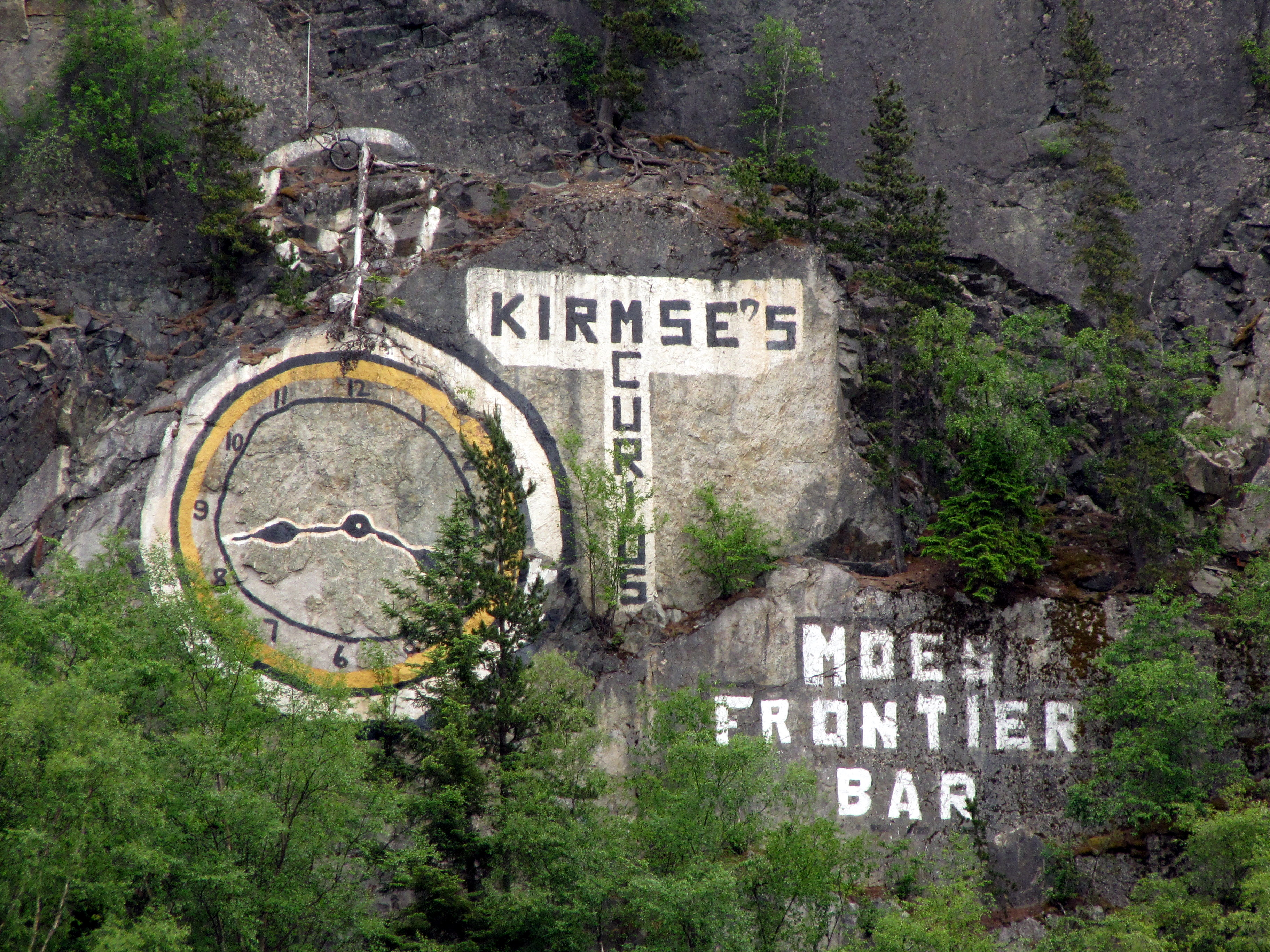
Настінна реклама з часів Клондайкської золотої лихоманки, Скагвей

Скагвей швидко став популярним у новинах. Відомий природоохоронець Джон М'юр описував містечко як «мурашине гніздо, яке перенесли до чужої місцевості й розворушили палицею». Перевали Вайт і Чилкут, що вели від Скагвей до Клондайку, стали пізньої осені 1897 року непрохідними і близько 5 тисяч шукачів затрималися в містечку, не маючи змоги ні йти вперед, ні повертатися додому. У той час, як Даї протягом зими залишався транзитним пунктом, Скагвей перетворювався на більш осіле місце. Незабаром був збудований пірс і частина пароплавів, що прямували до Даї, почали швартуватися в Скагвей. Містечко належало до території США, але жодна служба не стежила за правопорядком. Практично панувало беззаконня — пиятики, стрілянина, проституція. Сем Стіл — суперінтендант Канадської кінної поліції — після відвідин Скагвей зауважив, що це «було лише трохи краще, ніж пекло на землі … майже найбільш злочинне місце у світі». Однак, станом на літо 1898 року Скагвей, маючи від 15 до 20 тисяч мешканців, був найбільшим містом на Алясці.
Пізнього літа 1897-го року Скагвей і Даї потрапили під контроль Мильного Сміта і його банди, які прибули серед перших і облаштувалися в Скагвей. Мильний Сміт був ошуканцем і злодієм, його банда, що налічувала 200—300 осіб, обманювала і обкрадала старателів на всіх дорогах до кордону з Канадою. Вони створювали фіктивні салуни та агентства з метою приховати свої махінації. Одним із таких агентств був фіктивний телеграфний офіс, де відповідно вдягнутий оператор ніби-то передавав телеграми до США і Канади, навіть імітуючи отримання відповідей. Коли їхні дії перейшли межу, місцеві сформували комітет самоуправи і зрештою, при спробі чергового пограбування, Мильного Сміта було вбито в перестрілці. Його банда швидко розпалася.

#### Врангель
Інший порт — Врангель — на маршруті Стікіне, який слугував проміжним пунктом золотих лихоманок попередніх років, знову швидко розширився, разом із супутніми грабунками, азартними іграми й голими танцівницями в салунах. Поселення Валдіз на березі Аляскинської затоки слугувало притулком для тих, хто обрав «американський маршрут» і в безуспішних спробах залишився майже без припасів зимувати в наметах у 1897-98-х роках. Населення Едмонтона (Канада) зросло від 1200 до 4000 жителів протягом 1898 року. Кілька міст поза Аляскою теж відчутно збільшили своє населення — Сан-Франциско, Сіетл, Такома, Портланд, Ванкувер.

## Державні служби

### Правопорядок на Клондайку
Американська і канадська системи підтримання порядку кардинально різнилися. Американці не терпіли втручання поліції у свої справи. Вони намагалися самі розібратися зі своїми проблемами, створюючи громадські комітети і вибираючи шерифів, які б представляли їхні інтереси і підтримували порядок. Тільки за цієї системи необмежена корупція і залякування призвели до того, що найбільший злочинець на Алясці — Мильний Сміт — став маршалом на параді Дня незалежності. У Канаді ж керівники поліції призначалися урядом.

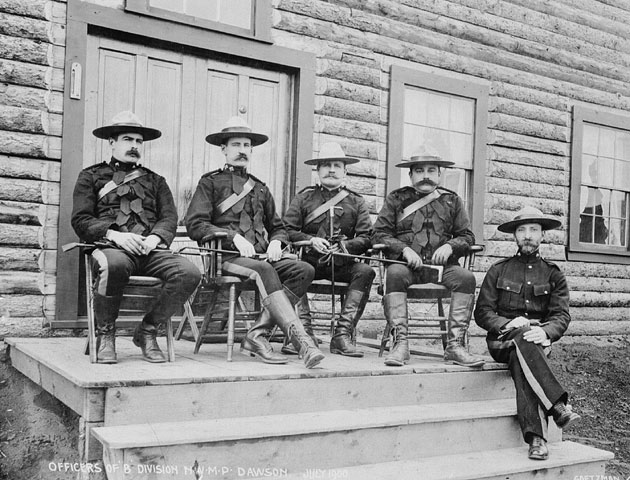
Поліцейські на Юконі, 1900

У 1897 році порядок забезпечували 96 членів Північно-Західної Кінної Поліції, через рік їх кількість збільшилася до 288. До літа 1898 року поліцією керував Чарльз Константіне, потім його змінив колишній військовий полковник Сем Стіл, відомий своєю суворістю і принциповістю. Саме завдяки суворим порядкам вдалося запобігти сотням, якщо не тисячам, трагедій на Юконі. Порядок починався вже від Канадського кордону, де поліція не пропускала старателів без річного запасу продуктів, які десятки разів перетинали кордон, переносячи частинами свою поклажу, і було непросто організувати їх контроль і облік. Але поліція з цим справлялася. Крім того, вона контролювала процес спорудження човнів і плотів на берегах озер Ліндман і Беннет, давала поради, забороняла спускати на воду ненадійні човни — «плавучі труни», як їх називали самі поліцейські.
Сем Стіл запровадив реєстрацію всіх суден, що спускалися вниз по Юкону до Доусона — кожен плавзасіб отримував свій номер і запис в журналі — імена мандрівників, їхні адреси і адреси родини. Поліцейські контролювали проходження човнів і плотів на 800-кілометровому маршруті до Доусон-Сіті. Якщо хтось не з'являвся на проміжному пункті в очікуваний час, поліція організовувала його пошуки. Стіл особисто супроводжував флотилію з 7 тисяч саморобних суден вниз по Юкону. Він призначив капрала Діксона, що мав досвід плавання по річках, відповідальним за проходження численних порогів, де перед тим розбилися десятки човнів. Капрал перевіряв кожен човен і пліт на безпеку для проходження порогів, висаджував дітей і жінок, щоб вони берегом проходили небезпечні перепади, і дозволяв пропливати човну лише за умови, що там була хоча б одна людина, що розбиралася у веслах і човнах. Американці були дуже незадоволені такими порядками і втручанням у їх приватну справу — плисти чи не плисти, але Стіл накладав 100 доларів штрафу за порушення правил. У результаті човни перестали розбиватися на річкових перепадах. Із тридцяти тисяч людей, що сплавлялися по Юкону в 1898 році, нещасних випадків було лише 23. Крім того, поліція вирішувала спірні питання поділу майна між старателями, розпоряджалася майном тих, хто помер чи загинув — цінні речі відправлялися родичам, інші розпродувалися, а гроші теж відсилалися до спадкоємців.

#### Порядок у Доусон-Сіті
На відміну від американської території Аляски, Доусон-Сіті був законослухняним містом. Протягом 98-го року в Доусоні і його околицях не було жодного вбивства і лише кілька серйозних крадіжок. На всьому Юконі було заарештовано цього року 150 людей. Більшість арештів — за проституцію, оскільки поліція хотіла якось врегулювати секс-індустрію. «Некеровані» повії регулярно арештовувалися, платили штраф 50 доларів, проходили медогляд і верталися назад до своїх справ. Зібрані гроші поліція віддавала на госпіталі. Поліція також вимагала суворого дотримання так званого «синього закону», що забороняв будь-яку працю в неділю. Салуни та інші бізнеси закривалися в суботу рівно за одну хвилину до опівночі. Кожного, хто був помічений за працею в неділю, поліція штрафувала. Одного разу навіть був оштрафований старатель, який в неділю перевіряв свої рибальські тенета. Іншого разу були оштрафовані учасники собачих перегонів. Лише один раз було зроблено послаблення у «синьому законі» — коли одної неділі 1899 року було організовано доброчинний бал на користь церкви і госпіталю при ній.

### Поштова справа
На Клондайку завжди існував «інформаційний голод». Віддаленість і важкодоступність затримували новини з цивілізованого світу на багато місяців. Навіть новини річної давності там ще вважалися свіжими. Усі старі газети, реклами, етикетки перечитувалися, поки не вивчалися напам'ять. У 1897 році пароплави привезли друкарські верстати, щоб започаткувати новий ринок друкованої продукції. Втім, першу газету «Клондайкський Самородок» надрукував на портативній друкарській машині Джин Келлі, але справжньою щоденною стала газета «Опівнічне Сонце», слідом — газета «Шахтар Доусона». Наприкінці зими запаси газетного паперу вичерпалися і для друку використовували обгортковий папір, який мали м'ясники для свого товару. У червні 1898 року старателі купили на аукціоні один номер газети з Сіетла і платили по долару чоловіку, що вголос читав новини.

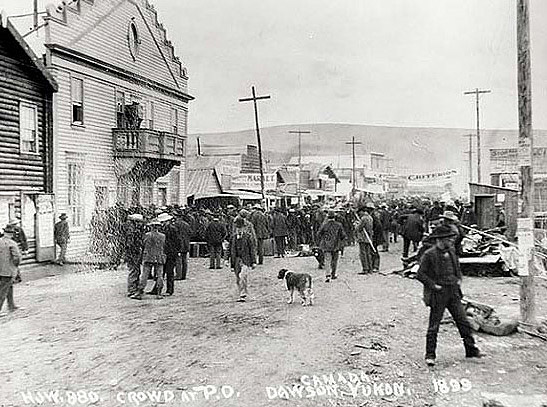
Черга перед поштовим офісом, 1899

Доставка листів була хаотичною і погано організованою, оскільки уряди США і Канади не організували взаємодію в поштовій службі. Заважали дві проблеми. По-перше, вся пошта з США йшла через містечко Джуно на південному сході Аляски, далі Юконом через Доусон-Сіті аж до Серкл-Сіті, а звідти американська поштова служба відсилала пошту назад до Доусон-Сіті. У результаті багатомісячних подорожей губилися листи, нищилися конверти, ставали нерозбірливими прізвища адресатів. Друга проблема полягала в самому Доусон-Сіті, де спочатку не було поштового відділу. Листи зазвичай розбиралися в двох магазинах і в салоні. Поліція пробувала сама зайнятися поштовою справою в місті, але через брак досвіду не змогла з цим впоратися. Один пароплав міг привезти до 7,5 тис. листів, які видавалися у відділу особисто. Це створювало довгі черги, у яких доводилося чекати інколи три дні. Ті, хто не міг витрачати час на чергу, наймали підлітків і жінок, які за 5 доларів пильнували пошту. Поштових марок, як і паперу загалом, не вистачало. Їх видавали по дві штуки на особу. У 1898 році поштову справу від поліції перебрав на себе тренований персонал. Справа пішла трохи організованіше, але черги ще залишалися.

## Жінки на Клондайку. Корінні народи

### Життя жінок

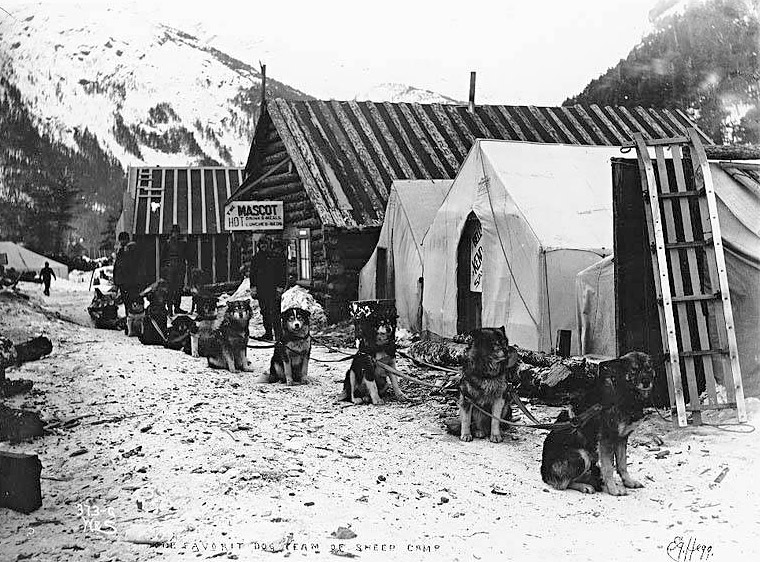
Придорожня станція на маршруті до Клондайку, 1898

До 1886 року білих жінок було не більше сотні на всьому Юконі, проте з початком Золотої лихоманки все змінилося. У 1898 році жінки на Клондайку становили 8 %, а в Доусон-Сіті — 12 % від усіх мешканців. Багато жінок прибувало з чоловіками, або у складі родин, а були і такі, що самі вирушили у подорож. Довідники давали практичні поради щодо жіночого одягу для Клондайку, який мав бути звично консервативним — довгі спідниці і корсети, але жінки самі пристосовували своє вбрання до умов проходження маршрутів. Від жінок у складі групи завжди очікували виконання кухонних обов'язків. Лише незначна кількість жінок зважилася взяти в подорож з собою дітей.
Менше 1 % жінок, що прибули на Клондайк, працювали в копальнях. Навіть ті, хто був одружений зі старателями, займались головним чином домашніми справами. Це була важка і одноманітна робота — розтоплювання льоду і снігу, розділення заморожених продуктів, рубання дров, готування їжі, пошуки ягід у лісі. У Доусон-Сіті та інших поселеннях деякі жінки заробляли пранням одягу. Це була дуже важка праця в тих умовах, але можна було одночасно брати на домашній догляд дітей. Інші знаходили роботу у сфері обслуговування — ставали офіціантками або стюардесами на пароплавах. Остання робота добре оплачувалася, але чергувалася з періодами безробіття. І чоловіки, і жінки відкривали придорожні станції, де мандрівники могли відпочити, поїсти і поспати. Жінки краще давали раду такому бізнесу. Небагато жінок працювали носильниками на перевалах, або були домашньою прислугою.

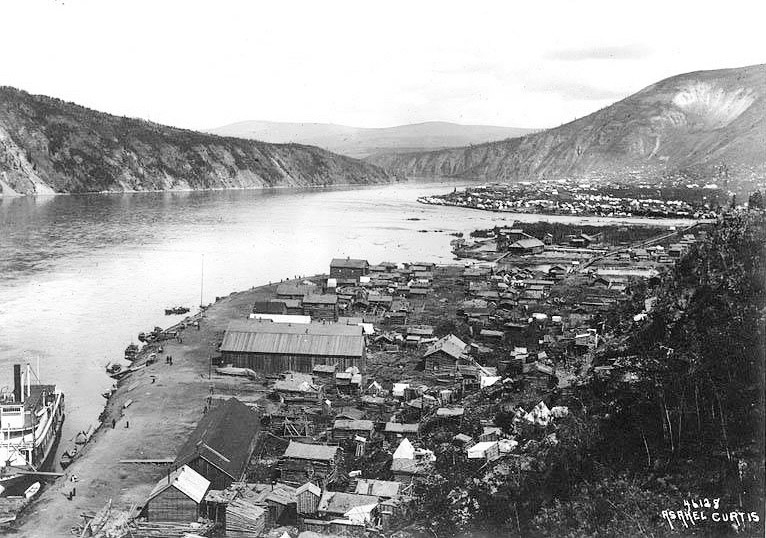
Доусон-Сіті (вище течії) і Клондайк-Сіті на річці Юкон

Багатші жінки, маючи достатній капітал, могли інвестувати його в копальні або інший бізнес. Однією з найвідоміших бізнесвумен на Клондайку була Белінда Малруні. Белінда взяла з собою пакунки з шовковою білизною, бавовняною матерією і пляшки для гарячої води (термоси). У Клондайку товари швидко розійшлися за шестикратною ціною. Спочатку Белінда заснувала придорожню станцію у найвигіднішому місці — злитті річок Ельдорадо й Бонанза, потім — ресторан у Доусон-Сіті, готель Гранд-Форкс. Белінда розпорядилася, щоб після прибирання готелю й ресторану все сміття з підлоги просіювали — і заробляла «зі сміття» близько 100 доларів щодня завдяки золотому піску, що просипався на підлоги з кишень і одягу клієнтів-старателів. Пізніше вона продала цей готель, щоб побудувати ще розкішніший триповерховий, вмеблювання до якого було замовлено в Скагвей й Сіетлі, а натомість купила кілька копалень. Незабаром Белінда вийшла заміж за графа-самозванця, збанкрутіла, знову збагатіла на Алясці, поселилася в США і поступово витратила своє багатство. Марта Блек, із вельми заможної родини, теж запланувала з чоловіком подорож на Клондайк, але він обрав тепліший клімат на Гаваях, тому Марта до Клондайку вирушила зі своїм братом. Там вона успішно вклала гроші в різні копальні й пилорами, народила сина, виїхала з Клондайку і знову повернулася. Згодом Марту Блек було обрано до Палати громад Канади.
Відносно невелика кількість жінок працювала у сфері розваг і секс-індустрії. Елітною частиною жінок вважали високооплачуваних актрис й куртизанок в Доусон-Сіті, нижчим рівнем — танцюристок, часто за сумісництвом і офіціанток. Послуги і робота цих жінок дуже добре оплачувалися, але вони відпрацьовували багатогодинні зміни і мали значні витрати на свій одяг і косметику. Індустрія розваг поєднувалася з секс-індустрією, де жінки заробляли на життя проституцією. Сам секс-бізнес концентрувався на південному березі річки Клондайк — у Клондайк-Сіті, і віддалених від центру вуличках Доусон-Сіті. Існувала сексуальна ієрархія, нагорі якої були борделі і приймальні кімнати, рівнем нижче — незалежні магазинчики, де під вивіскою «сигари» пропонували сексуальні послуги. На самому низу були повії, що працювали в невеличких будиночках і наметах. Життя останніх було постійною боротьбою за виживання, і самогубства серед них не були рідкістю.

### Доля корінних народів
Індіанські жінки також відіграли певну роль в золотій лихоманці. Багато жінок племені тлінгіт працювали носильниками, інколи носячи разом з пакунками й своїх дітей. Жінки племені ген, що мешкали біля Доусон-Сіті, однак, майже не мали контактів з білими людьми. Між індіанками й білими жінками була велика соціальна прірва. Хоча до золотої лихоманки й були приклади, коли білі чоловіки одружувалися з індіанками (як, наприклад, Джордж Кармак, що мав за дружину Кейт — дочку вождя племені тагіш), пізніше цього майже не траплялося. Та і сам Кармак, розбагатівши, невдовзі кинув дружину з дочкою. Дуже мало старателів одружилося з жінками племені ген і дуже мало жінок цього племені працювало повіями. «Респектабельні» білі жінки намагалися уникати контактів з індіанськими жінками або повіями.
Золота лихоманка повністю змінила життя корінного населення Аляски. Тінгіти і койюкони на короткий час мали значну вигоду, наймаючись до старателів носильниками і провідниками, продаючи їм продукти і реманент, проте, значний період часу, після золотої лихоманки, всі народності потерпали від шкоди, завданої довкіллю — забруднені річки, вирубані ліси. Особливо постраждало плем'я ген. Їхня популяція почала скорочуватися ще на початку 1880-х років, коли було знайдене перше золото на річці Форті-Майл, але катастрофою стало переселення племені в індіанський заповідник Мусгайд біля Клондайку, де індіанці страждали від забруднення води і епідемії віспи. Рибальство і мисливство стало майже неможливим у цьому районі і в 1904 році вже потрібна була допомога поліції, щоб врятувати плем'я від голоду.

## Відомі особистості

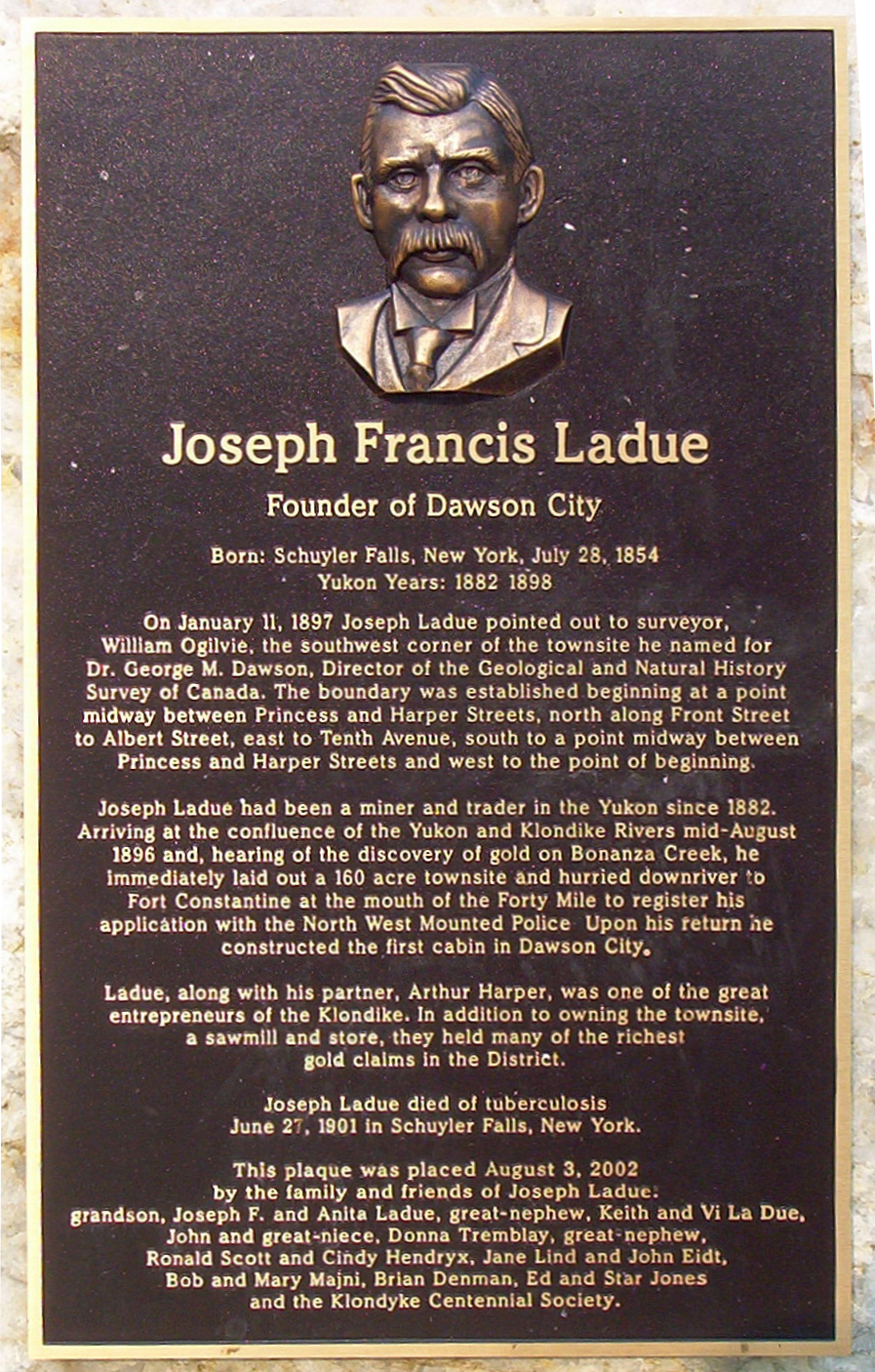
Пам'ятна плита, присвячена Джозефу Ладу, Доусон-Сіті, 2005

Лише дуже незначна кількість зі 100 тисяч шукачів, що вирушили до Клондайку, розбагатіли. В середньому, кожен з них витрачав близько 1 000 доларів лише на те, щоб дістатися до Клондайку. Загальні витрати всіх шукачів перевищували вартість золота, що було видобуто між 1897 і 1901 роками. У той же час, більшість з тих, хто на початку знайшли золото, втрачали все в наступні роки. Старателі часто помирали без цента за душею, марно стараючись повторити своє везіння в інші роки, на інших ділянках:
- Бізнесмен і старатель Алекс Макдональд, наприклад, продовжував скуповувати ділянки після золотого буму, аж поки не закінчилися гроші. Він помер в бідності, все ще продовжуючи старательство;
- Антуан Стандер, що знайшов золото на річці Ельдорадо, страждаючи від алкоголізму, витратив всі свої гроші і змушений був найнятися працювати на кухні пароплава, щоб оплатити свій квиток додому;[165]
- Джордж Кармак покинув свою дружину-індіанку Кейт, якій складно було призвичаїтися до нового способу життя, знову одружився і жив достатньо заможно. Утім, після його смерті і розподілу спадку між другою дружиною і дочкою, від його багатства не залишилося нічого — дружина втратила статки на невдалих бізнесах, а дочка гроші витратила на прожиття[165]. Обидва компаньйони-індіанці Джорджа Кармака мали проблеми з алкоголем, їх покинули дружини, їх час-від-часу арештовували за пиятики;[166]
- Джим Скукум отримував великі прибутки зі своїх ділянок, але не зміг осісти на одному місці і продовжував старательство аж до своєї смерті в 1916 року;
- Чарлі Доусон жив на широку ногу і трагічно загинув, будучи нетверезим;[167]
- Роберт Гендерсон — старатель, який підказав Кармаку шукати золото на річці Раббіт, — прохворів майже всю золоту лихоманку, але згодом отримував прижиттєву пенсію в 200 доларів від канадського уряду за свій вклад у відкриття золота[168][169].

Найбагатші власники салунів в Клондайку, бізнесмени і гравці зазвичай теж втрачали своє багатство і помирали в бідності:
- Джин Аллен, редактор газети «Клондайкський самородок», збанкрутував і решту життя працював в редакціях невеликих видань;
- Сем Бонніфілд, азартний гравець і власник салуну, страждав від нервових нападів і помер у злиднях;[170]
- «Клондайкська Кейт»[en] стала знаменитою танцівницею в Доусон-Сіті і залишалася популярною аж до її смерті в 1957 році;
- Її партнер і коханець Александр Пантагес[en], почавши свою кар'єру в Доусон-Сіті з прибирання і прислуговування в салунах, став одним з найбільших американських олігархів;[171]
- Бізнесвумен Марта Блек[en] вдало вийшла заміж і згодом стала другою жінкою в канадському парламенті;[172] [173]
- Джозеф Ладу, засновник Доусон-Сіті і успішний бізнесмен, чиї статки оцінювалися в п'ять мільйонів доларів, продав свій бізнес у самий пік лихоманки — у 1897 році, повернувся до Америки і одружився зі своєю давньою знайомою. Якщо колись її батьки не дозволяли дочці вийти заміж за бідного Джозефа, то тепер же вони були раді весіллю. Але тринадцять років, що він провів на Юконі, далися взнаки і невдовзі Джозеф Ладу помер від туберкульозу[174].

## У культурі

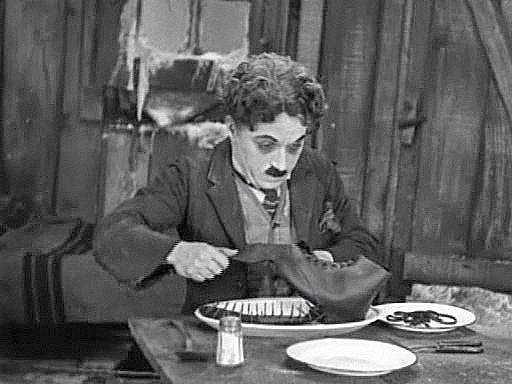
Чарлі Чаплін у фільмі Золота лихоманка, 1925

Золота лихоманка на Клондайку швидко стала складовою частиною північноамериканської культури і знайшла своє відображення у поемах, історіях, фотографіях і рекламах навіть через багато років після її завершення. На Юконі кожен третій понеділок серпня відзначають як свято «Дня Відкриття», із широкою рекламною кампанією для заохочення туризму. Події золотої лихоманки часто перебільшуються і не завжди є акуратно висвітленими як в тогочасній, так і в сучасній літературі. Автори, зазвичай, намагаються зупинитися на найбільш трагічних і захопливих подіях. Історик Кен Коатес описує лихоманку як «життєрадісний, гарний міф», який продовжує захоплювати і приваблювати людей.
Численні романи, книги і поеми були написані за подіями на Клондайку:
- Джек Лондон використав сцени з золотої лихоманки у таких своїх романах і оповіданнях, як «Поклик предків» — роман про їздову собаку за кличкою Бек[179][180]. Його ж перу належать «Біле Ікло» та збірник оповідань «Любов до життя» про нелегке життя старателів на Клондайку;
- Його товариш по перу, поет і лірик Роберт Сервіс, хоч і не брав участі у погоні за золотом, але оселився в Доусон-Сіті у 1908 році. Сервіс написав кілька поем про золоту лихоманку, зокрема «Поема про старожила», що стала одним з бестселерів поезії першої декади XX століття. Разом з нею була популярна новела «Трейл 98-го», яка була написана на шпалерах в одному з дерев'яних будиночків у Доусон-Сіті[179][181][182]. Відомі також і його вірші «Стрілянина Дан МакҐру» (англ. The Shooting of Dan McGrew) та «Кремація Сема МакҐі» (англ. The Cremation of Sam McGee);
- Канадський історик П'єр Бертон[en] виріс у Доусон-Сіті, де його батько був старателем. Його перу належать численні книги з історії Канади і, зокрема, історії Клондайкської золотої лихоманки;[183]
- Спогади ірландця Мікі МакГабана, викладені в продиктованій ним книзі «Rotha Mór an tSaoil» («Важка дорога на Клондайк»), дають змогу яскраво уявити картину тогочасних подій;[184]
- Жуль Верн написав «Золотий вулкан» (англ. Le Volcan d'Or) (1899) про життя під час Клондайкської золотої лихоманки;
- «Золота лихоманка» — пригодницька комедія 1925 року, поставлена Чарлі Чапліном, який також виступив автором сценарію, продюсером, композитором та зіграв одну з головних ролей. У цій стрічці герой Чапліна, Бродяга, вирушає на пошуки золота до Аляски, де, як завжди, на нього чекають нескінченні пригоди та безліч комічних ситуацій.
- Клондайк — міні-серіал з шести частин, що транслювався на Discovery Channel у січні 2014 року про двох шукачів пригод з Канади, які подорожують до Юкона, наприкінці 1890 під час Клондайкської золотої лихоманки.

## Додатки

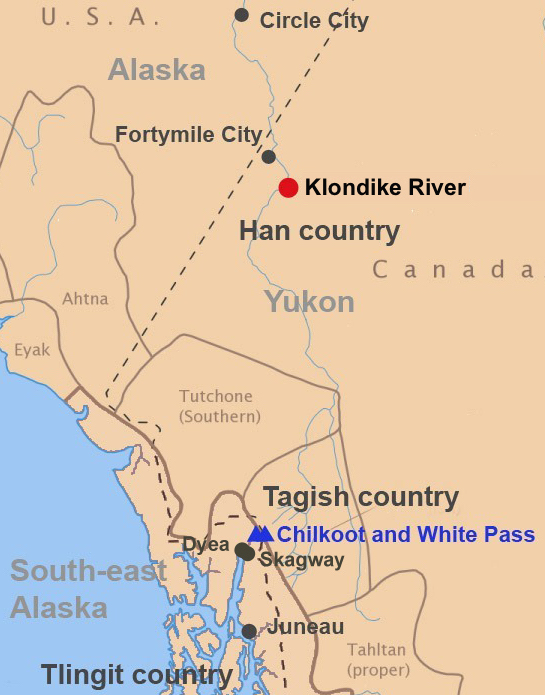
• Місце, де Кармак знайшов золото в 1896 році

Маршрути через Даї і Скагвей

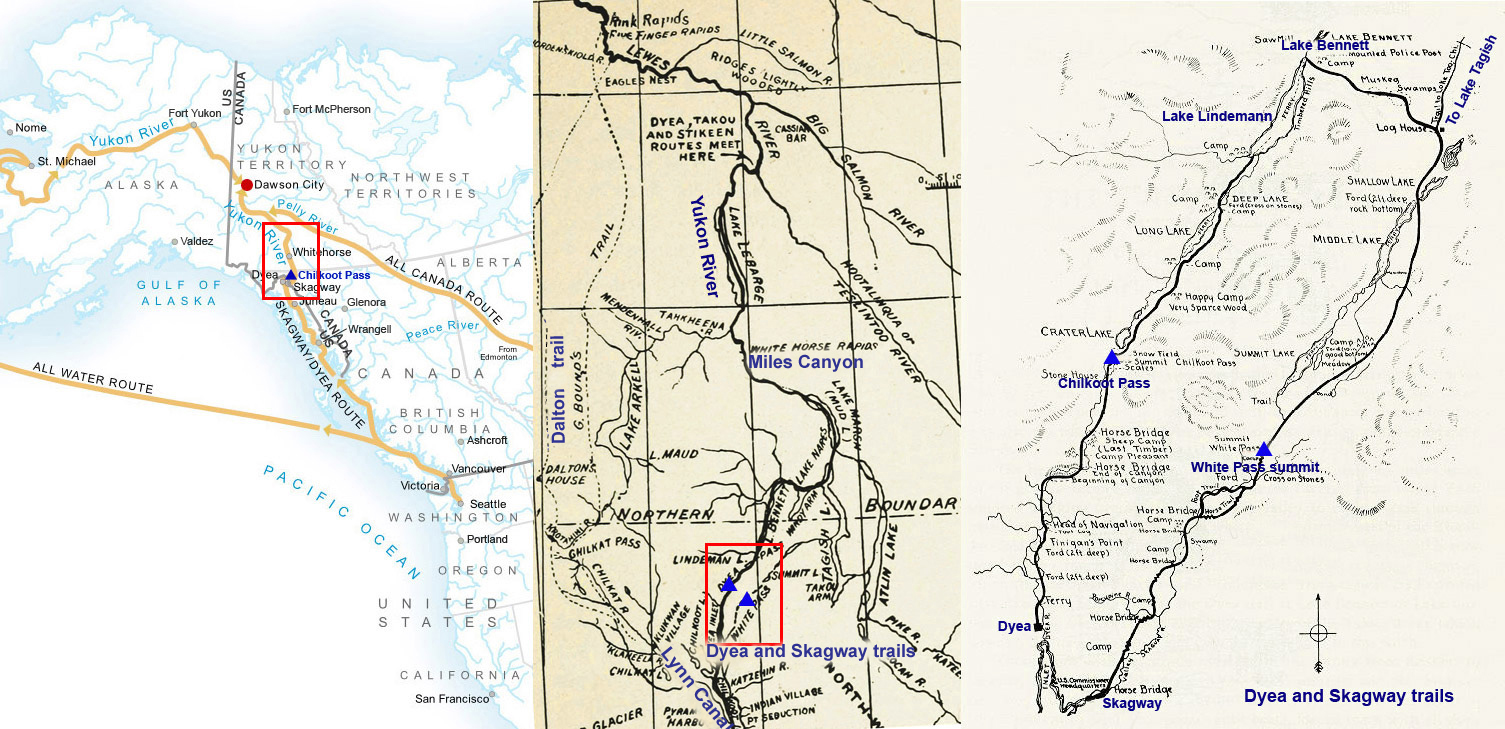
Карти Даї і Скагвей у трьох масштабах. Маршрут Дальтон показаний на середній карті зліва

Маршрути Такоу, Стікіне і Едмонтон

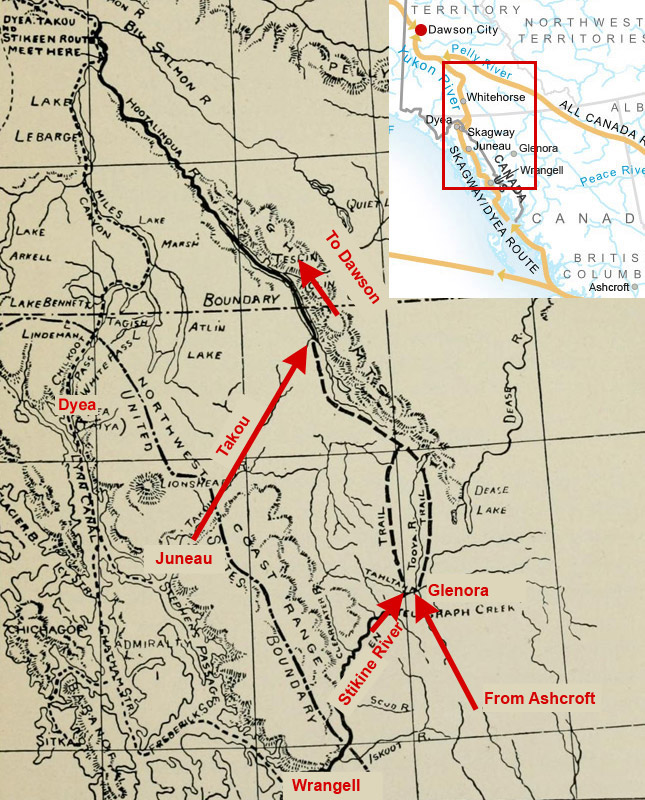
Маршрути Такоу і Стікіне. Червона рамка: Розміщення карти на сучасній карті Північної Америки. Ліва карта: в пункті Glenora зливаються дві гілки маршруту Стікіне - від Врангель і Ешкрофтром. Вони йдуть далі вздовж трихової лінії. Посередині - маршрут Такоу - зливається з маршрутом Стікіне біля озера Теслін. Далі обидва маршрути перетинаються з маршрутом Даї-Скагвей (лівий верхній кут карти)
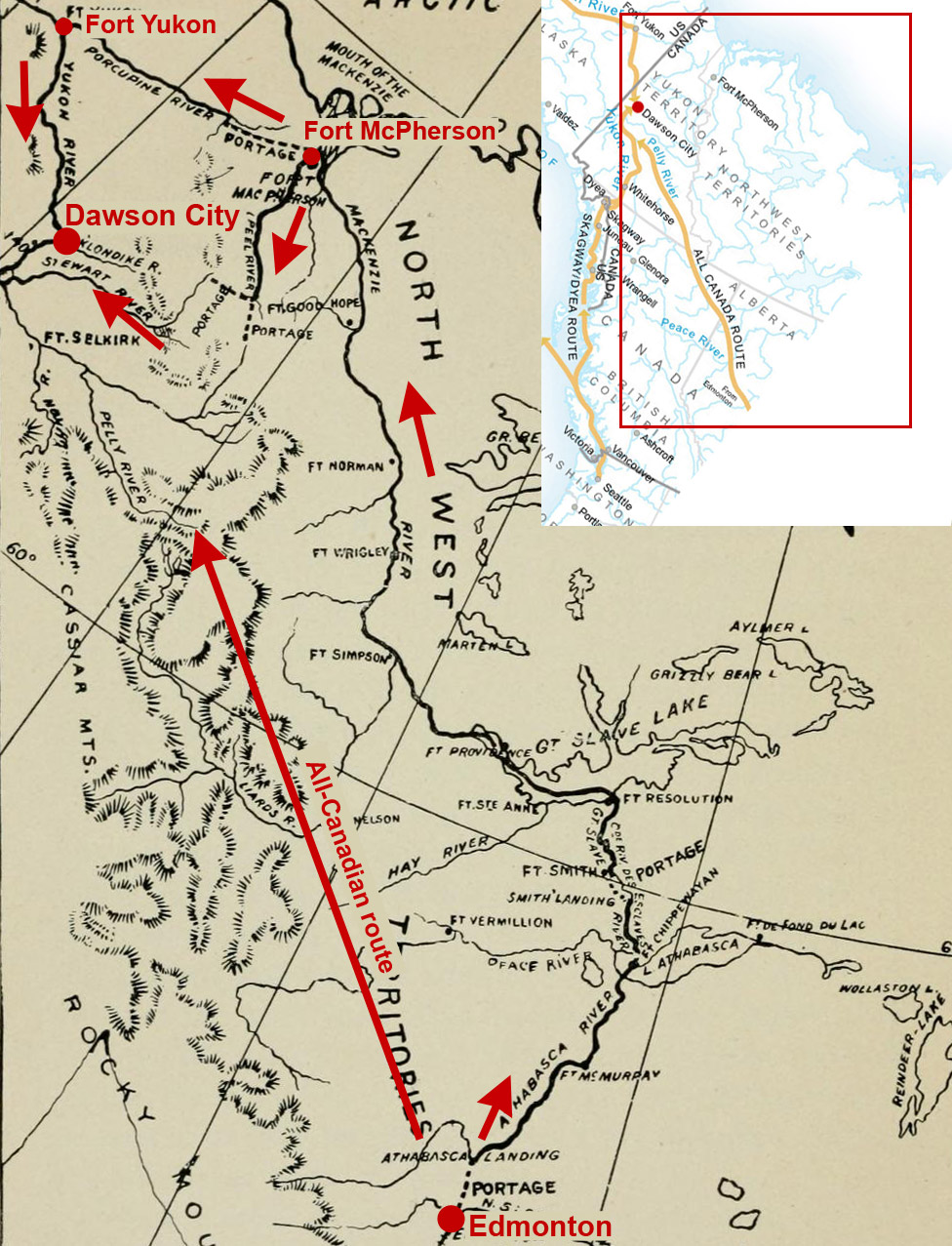
Маршрути від Едмонтона. Червона рамка: Розміщення карти на сучасній карті Північної Америки. Велика стрілка: Канадський маршрут від Едмонтону річками і переходами до Юкону. Мала стрілка: маршрут "Задні двері". Чорна лінія: річка Макензі. Верхній лівий куток: Річка Юкон від форту Юкон до Доусон-Сіті.

Золоті ділянки Клондайку

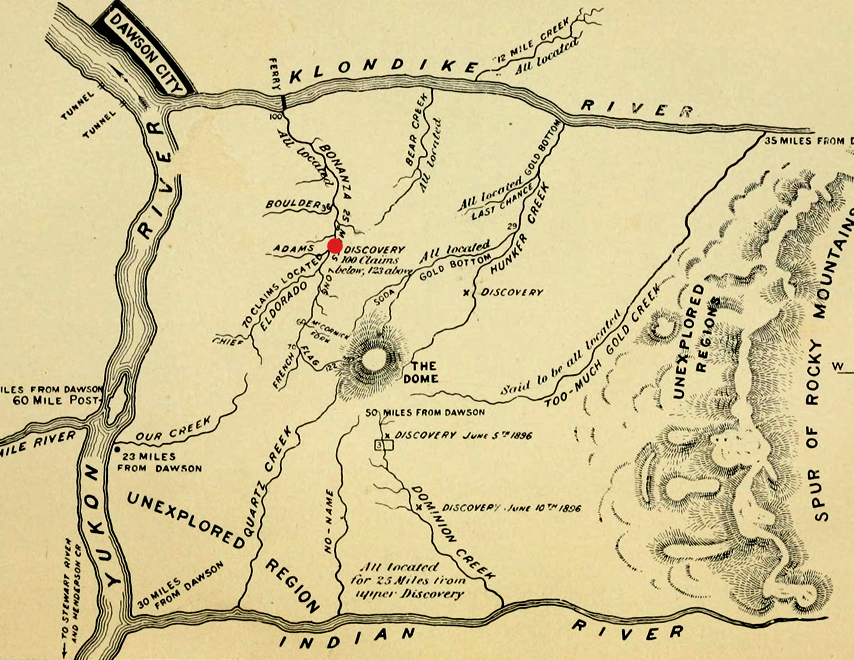
Карта золотих ділянок біля з Доусон-Сіті і річкою Клондайк. Червоною міткою позначена ділянка Джорджа Кармака.

Цей рекомендований список був розроблений Північно-Тихоокеанською залізничною компанією в 1897 році. Вважалося, що цього достатньо для старателя на один рік. Загальна вага поклажі становила приблизно 1 американську тонну (907 кг) і коштувала близько 140 доларів (3,800 доларів на ціни 2000 року):
- 68 кг бекону;
- 180 кг борошна;
- 11 кг вівсянки;
- 57 кг бобових;
- 4,5 кг чаю;
- 4,5 кг кави;
- 11 кг цукру;
- 11 кг сушеної картоплі;
- 11 кг сушеної цибулі;
- 6,8 кг солі;
- 0,45 кг перцю;
- 34 кг сухофруктів;
- 3,6 кг порошку для печива;
- 3,6 кг соди;
- 0,23 л концентрованого оцту;
- 0,34 кг супового порошку;
- 1 банка гірчиці;
- 1 коробка сірників (на чотирьох людей);
- 1 плита (на чотирьох людей);
- корито для промивання золота;
- набір малих відер (ковшів);
- 1 велике відро;
- ніж, виделка, ложка, чашка і тарілка;
- сковорода;
- кавник і чайник;
- точильний камінь;
- дві кирки і лопата;
- одна лучкова пилка;
- ремені;
- дві сокири на 4 людей і одна запасна ручка;
- шість прямих напилків (200 мм) і два скошених на одну групу старателів;
- скобель, коловорот, рубанок і молоток на всю групу;
- 9,5 м канату;
- 3,6 кг смоли (пеку) і 2,3 кг клоччя на чотирьох людей;
- цвяхи різних розмірів 2,3 кг на чотирьох людей;
- намет, 3,0 м х 3,7 м на чотирьох людей;
- полотно;
- два проолієні тенти на один човен;
- 4,6 м сітки від комарів для кожного;
- 3 пари теплої білизни;
- 1 тепла шерстяна куртка;
- 2 пари теплих шерстяних штанів;
- 1 тепла прогумована куртка;
- 12 теплих шерстяних шкарпеток;
- 6 теплих шерстяних рукавиць;
- 2 теплих сорочок;
- 2 пари теплих гумових чобіт на товстій підошві;
- 2 пари взуття;
- 4 ковдри на двох людей;
- 4 рушники;
- 2 пари штанів-комбінезонів;
- 1 комплект проолієного одягу;
- кілька змінних комплектів літнього одягу;
- ліки.